# Ringsted
Ringsted är en tätort och stad som utgör centralort i Ringsteds kommun i Region Själland i östra Danmark. Staden ligger på den mellersta södra delen av ön Själland och hade 4 045 invånare år 1911 och 22 490 invånare år 2017. 
Mitt i Ringsted finns en gammal klosterkyrka, Sankt Bendts Kirke, invigd 1070 men med äldre anor och som före reformationen tillhörde benediktinorden. Denna kyrka var också en förnäm gravkyrka för flera medlemmar av det danska kungahuset fram till mitten av 1300-talet. Bland dem märks Valdemar I och II, Knut VI, Erik Plogpenning och Erik Menved jämte deras drottningar, svenske kungen Birger Magnusson och hans gemål Märta, samt svenska drottningen Rikissa (Valdemar I:s dotter). Av klostret finns annars ingenting kvar; tillhörande jordagods såldes 1724 till privat ägo och ombildades 1814 till ett fideikommiss, som bar namnet Ringsted kloster. År 1907 byggdes en romersk-katolsk kyrka i staden, Knud Lavardskirken. 
Ringsted är en av Själlands äldsta städer, känd redan i hedenhös som offerplats för hela Själland. Staden var myntort under Knut den store. Under medeltiden hölls i Ringsted ofta danahof; där hyllades kungarna ända till 1584. Den första kungakröningen ägde rum i Ringsted 1170, då Valdemar I:s son Knut (VI) kröntes. Även landstingen hölls i Ringsted till 1803.
Det finns också ett Ringsted i Iowa i USA. För att undvika förväxling med Rungsted, som också ligger på Själland, kallas den sistnämnda orten för Rungsted Kyst i post- och järnvägssammanhang.

## Transporter
Den viktiga motorvägen på E20 går förbi Ringsted. 
I Ringsted delar sig järnvägen från Köpenhamn. Sydbanen går vidare mot Rødby Færge och Vestbanen går vidare mot Korsør - Odense.